# Horní Podluží
Horní Podluží (do roku 1947 Horní Grund, německy Obergrund) je obec a vesnice v severních Čechách v Ústeckém kraji, ve východní části okresu Děčín, v jižní části Šluknovského výběžku, na severní straně Lužických hor, na severním úpatí hory Jedlová, v blízkosti bývalého města Jiřetína pod Jedlovou, od kterého leží severozápadně, a západně od Dolního Podluží. Leží na železniční trati Rybniště–Varnsdorf a obcí prochází silnice II/264 z Rybniště do Varnsdorfu. V obci žije 817 obyvatel. Na katastru obce se nachází rybník Světlík, který je významným hnízdištěm vodního ptactva. Na Šibeničním vrchu se nachází lyžarský areál se sjezdovkou o délce 480 metrů. Největším zaměstnavatelem v obci je firma Belden se sídlem v USA, výrobce elektromechanických komponentů.

## Název
Německé pojmenování obce bylo Ober-Grund, české Horní Grund. Přívlastek Ober byl použit k odlišení od Dolního Podluží. Dolní a Horní Grund se již rozeznával v roce 1566. Německý výraz grund znamená mimo jiné údolí, dolinu, úval či rokli. K odlišení bylo později přidáno Ober, česky Horní. Do roku 1947 se používalo odvozené jméno z němčiny, Ober Grunt. Jméno Ober Grund měla na Děčínsku ještě jedna obec, Horní Žleb. České jméno Horní Podluží získala obec v roce 1947 dle návrhu žáka měšťanské školy Jiřího Maška podle polohy pod Lužickými horami a horou Luží. Horní Grunt byl přejmenován na Horní Podluží dne 16. ledna 1948 vyhláškou ministra vnitra č. 7/1948 Sb., o změnách úředních názvů měst, obcí, osad a částí, povolených 1947.
Místní část Žofín měla německý název Sophienhain, byla pojmenována na počest kněžny Žofie z Lichtenštejnu. Světlík se německy jmenovaly „Lichtenberg“ podle knížecího rodu Lichtenštejnů. Název po roce 1945 vychází z chybného překladu první části názvu do češtiny (německy das Licht = světlo). Název byl zvolen k odlišení od sousedních osad Světliny 1.díl a Světliny 2.díl . Místní části byly přejmenovány vyhláškou ministra vnitra ze dne 1. července 1947 č. 123/1947 Sb., o změnách úředních názvů měst, obcí, osad a částí povolených v roce 1946, a vyhláškou ministra vnitra ze dne 16. ledna 1948 č. 7/1948 Sb., o změnách úředních názvů měst, obcí, osad a částí, povolených 1947.

## Historie
Nejstarší zmínka o obci pochází z roku 1411, kdy na jejím místě stávala osada Bernsdorf. Jednalo se o lánovou obec, založenou při obou březích potoka Lužničky. Přes obec tehdy vedla takzvaná Haňšpachská cesta, z hradu Tolštejna do dnešní Lipové (dř. Hainspach). Další významnou cestou byla cesta z Chřibské do Žitavy, která vedla podél potoka a v jejímž prostoru došlo k růstu osídlení a vzniku osad. V roce 1485 se Grunt uvádí jako součást majetku patřícímu k hradu Tolštejn. V roce 1566 se poprvé objevuje název Obergrundt . Roku 1607 se vesnice dostává do majetku Vchynského ze Vchynic a Tetova, pozdějších Kinských. Vchynský byl důvěrníkem Albrecht z Valdštejna a jeho majetek se dostal do konfiskace, kdy přešel do rukou Lichtenštejnů. Velké škody způsobila třicetiletá válka, po Obnoveném zřízení zemském v roce 1627 nekatoličtí věřící, především luteráni navždy opouští obec. S nimi odchází obchodníci a řemeslníci.

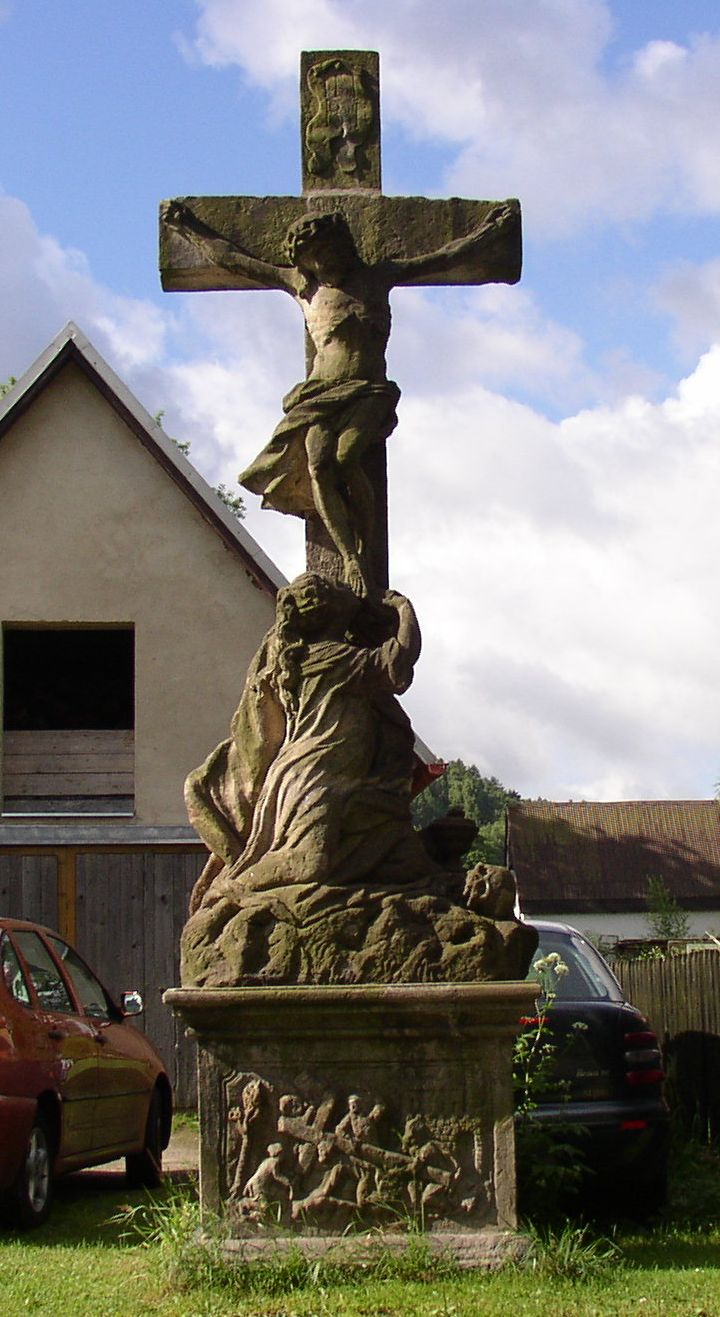
Sousoší Kalvárie

Ve 14. a v 15. století pod vládou pánů ze Schlenitz došlo k rozkvětu zemědělství. Začal se zde zpracovával len, jehož pěstování pak mělo později ve zdejším kraji velkou tradici. Ve zdejších manufakturách se vyrábělo lněné zboží. Tkaní lnu však nemělo dlouhého trvání a ve zdejší oblasti se začala zpracovávat bavlna. Významnější se stala výroba manšestru a sametu. Postupem času z manufaktur vyrostly textilní továrny, s čímž souvisel i nárůst obyvatel. Vedle výroby bavlněného zboží a sametu zde byla i škrobárna, továrna na výrobu porcelánových květin a na krátkou dobu tiskárna.
Od roku 1855 má obec vlastní hřbitov, původní u kostela svaté Kateřiny společný pro Horní a Dolní Podluží byl uzavřen.
V roce 1885 byly k Hornímu Podluží přidruženy osady Světlík (Lichtenberg), Ladečka (Lichtenstein) a Žofín (Sophienheim).
Na počtu zdejších obyvatel se velmi podepsala druhá světová válka a následující vysídlení Němců, do té doby žilo v obci přes 2000 lidí, dnes jen něco málo přes 700.
V roce 1980 byla obec sloučena s Dolním Podlužím. V roce 1990 se opět osamostatnila.
V roce 2008 obec získala titul Vesnice roku 2008 pro Ústecký kraj.

## Politika

### Zastupitelstvo a starosta
Zastupitelstvo obce Horní Podluží je devítičlenné. V zastupitelstvu obce jsou ve volebním období 2006 až 2010 kandidáti tří stran, Hnutí nezávislých za harmonický rozvoj obcí a měst má pět zástupců, Občanské sdružení Horní Podluží má tři zástupce a Sdružení nezávislých kandidátů „Rozvoj venkova“ má jednoho zástupce. Starostou obce je Petr Hoření z Hnutí nezávislých za harmonický rozvoj obcí a měst.

### Znak a vlajka

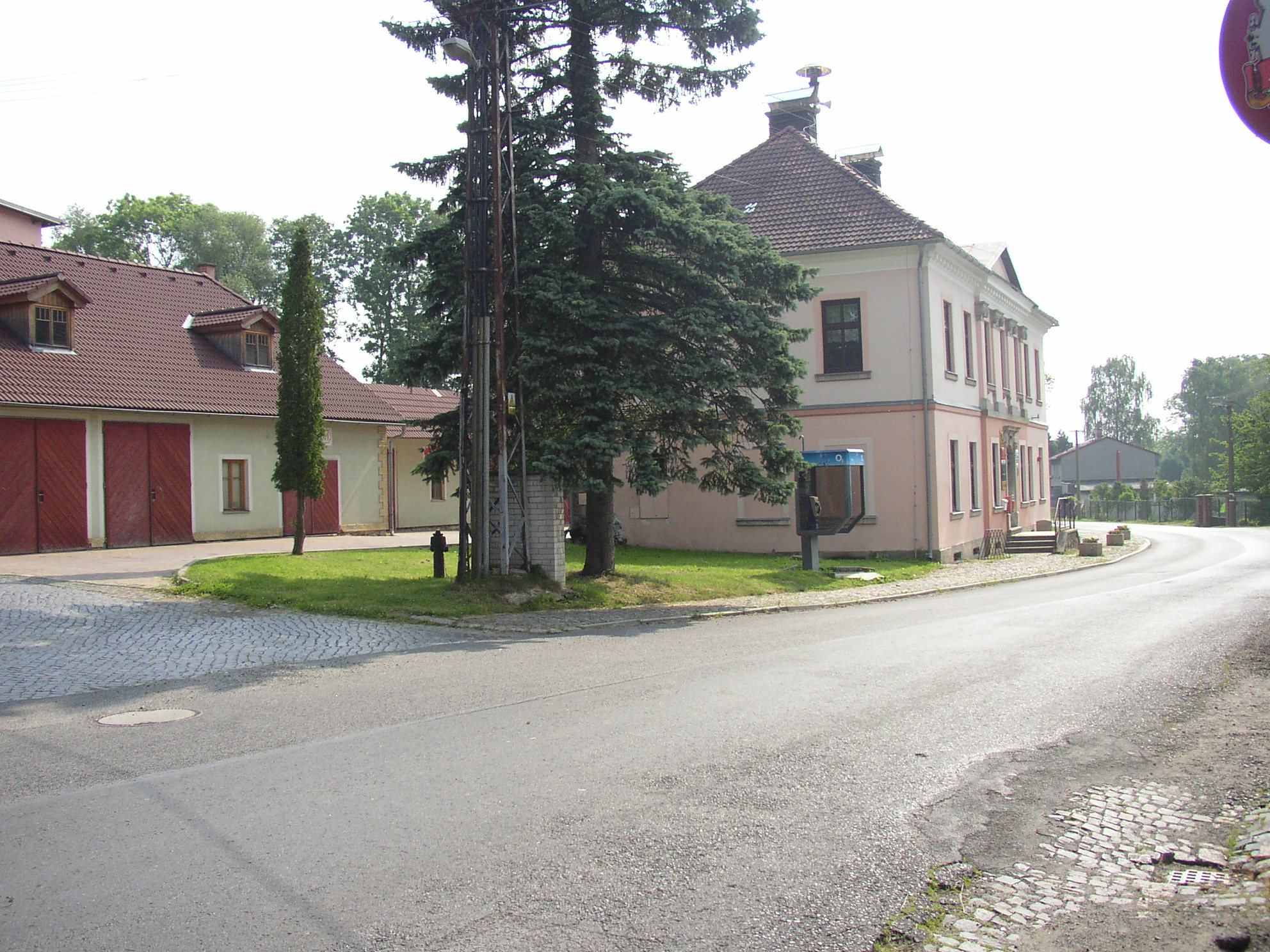
Obecní úřad v Horním Podluží

Vlajka a znak byl obci udělen 13. února 2003 předsedou poslanecké sněmovny Parlamentu České republiky za základě rozhodnutí číslo 16 ze dne 9. prosince 2002. Popis znaku zní: „Polcený štít, v pravém zeleném poli zlatá přeslice, v levém stříbrno-červeně polceném poli pod sebou tři růže opačných barev se zlatými semeníky“. Zelené pole má barvu obecně spojitelnou s venkovskými obcemi, stejně jako s lesy, horami a přírodou. Poloha obce a její historický vývoj se shoduje s uvedeným výkladem o symbolice zelené barvy. Přeslice má vztah k místní tkalcovské tradici. Stříbrno-červeně polcené pole je inspirováno rodovým erbem Šlejniců, prvních historicky známých majitelů obce. Užívali erb, ve kterém byl stříbrno-červeně polcený štít vpravo s jednou, vlevo s dvěma růžemi opačných barev se zlatými semeníky.
Podoba praporu odpovídá popisu: „List tvoří čtyři zlaté pruhy, zelený, bílý, červený a zelený. Uprostřed pod sebou tři růže opačných barev se žlutými semeníky. Poměr šířky k délce je 2:3.“ Prostřední dva pruhy opakují levou polovinu znaku a zelené pruhy se shodují s pravou polovinou štítu.

## Území

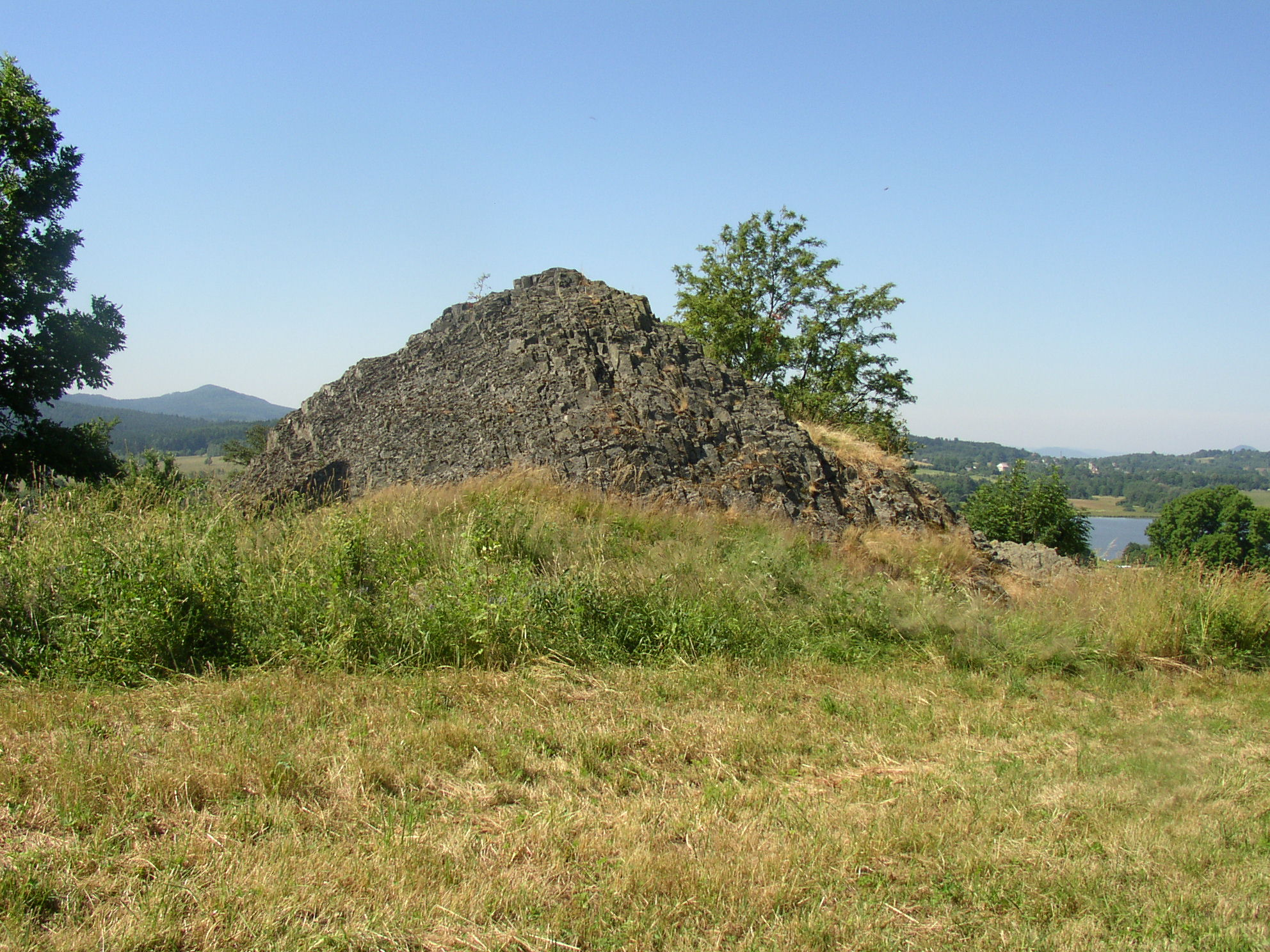
Petružálkovy skály

Jižní část Horního Podluží se nachází na severní straně západní části Lužických hor, severní část obce se nachází ve Šluknovské pahorkatině. Rozloha katastru obce je 7,47 km², z toho 1,05 km² zaujímá orná půda, zahrady zaujímají 0,18 km², ovocné sady 0,01 km², trvalé travní porosty 4,83 km², lesní půda 0,52 km², vodní plochy 0,16 km², zastavěné plochy 0,14 km² a ostatní plochy 0,59 km². Obec je dnes tvořena jedním katastrálním územím a skládá se ze čtyř místních částí: Horní Podluží, Ladečka, Světlík a Žofín.
Horní Podluží sousedí na severu s Varnsdorfem, na východě s obcí Dolní Podluží a na jihu s Jiřetínem pod Jedlovou. Na západě obec sousedí s obcí Rybniště.

## Přírodní poměry

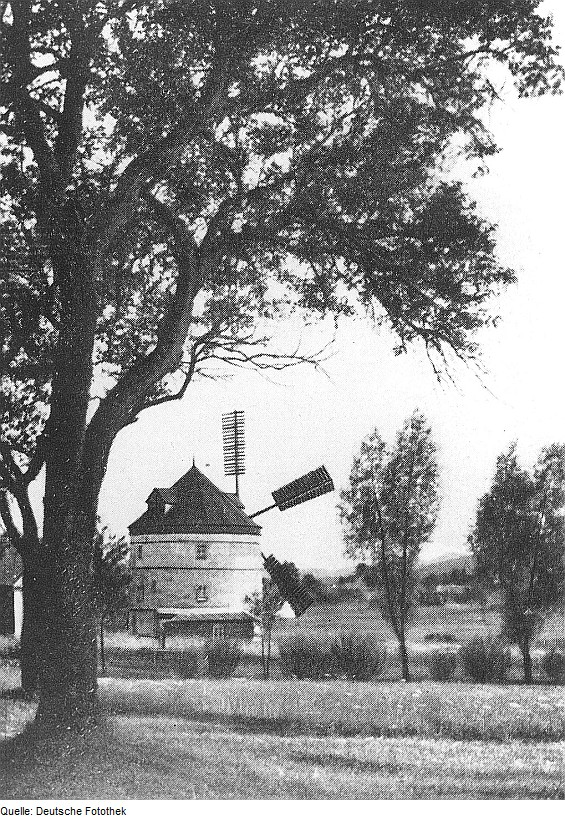
Větrný mlýn Světlík (archivní foto, před rokem 1935)

Obcí protéká od západu z Velkého rybníka ležícím již na katastru obce Rybniště na východ do Dolního Podluží potok Lužnička.
V obci se do něj vpravo od jihozápadu od sedla mezi Žulovcem a Šibeničním vrchem vlévá Malý stožecký potok (lidově Rybný potok[zdroj?]), od severu od rybníku Světlík se vlévá další bezejmenný potok. Hlavní sídelní část vsi tvoří od západu Horní Podluží a na ně bezprostředně navazující východní část Žofín. Ladečka je oblast směrem k Velkému rybníku a Světlík je osídlení směrem k rybníku Světlík. Původní osada Světlík zanikla.
Hlavní komunikační tahy procházejí obcí východozápadním směrem, železniční trať vede při severním okraji obce. V blízko středu obce je železniční zastávka Horní Podluží, souběžně s ní vede silnice III. třídy přes Žofín směrem k Dolnímu Podluží, jižním okrajem obce obloukem silnice II/264 směrem do Jiřetína a také do Dolního Podluží.
Jižní části obce se nachází Chráněná krajinná oblast Lužické hory.
V severní části katastru se nachází Petružálkovy skály o nadmořské výšce 515 metrů. V minulosti též nazývané jako U Petružálkovy skály, U Petržálkovy skály,  lidově též nazývané jako Světlický vrch (zřejmě podle místní části Světlík).[zdroj?] Již mimo katastr obce se nachází na hřebenu Lužických hor jihozápadně od obce nejbližší vrchy Žulovec o nadmořské výšce 565 metrů a Šibeniční vrch o nadmořské výšce 590 metrů.
Na území obce se nachází přírodní rezervace Světlík. Minulosti se zde těžila rašelina a jedná se o lokálně významný mokřad. Vyskytuje se zde suchopýr pochvatý a suchopýr úzkolistý, dále prstnatec májový pravý, mochna bahenní, smldílek bahenní, ostřice latnatá a starček potoční.
U Petružálkových skal se nachází skalky z tefritu, z nichž nejvyšší je vysoká přes 10 metrů. Mají nedokonale vyvinutou sloupcovitou odlučnost. Jsou pozůstatkem povrchového vulkanického tělesa, lávového pole, jehož podložím jsou pyroklastika.

## Obyvatelstvo
Při sčítání lidu v roce 1921 zde žilo 1 345 obyvatel (z toho 578 mužů), z nichž bylo dvacet Čechoslováků, 1 314 Němců a jedenáct cizinců. Většina se hlásila k římskokatolické církvi, 28 lidí bylo evangelíky, sedm členy církve československé, sedmdesát jich patřilo k nezjišťovaným církví a 23 lidí bylo bez vyznání Podle sčítání lidu z roku 1930 měla vesnice 1 652 obyvatel: 41 Čechoslováků, 1 585 Němců, čtyři Židy a 23 cizinců. Kromě římskokatolické většiny ve vsi žilo 37 evangelíků, tři členové církve československé, čtyři židé, 76 členů nezjišťovaných církví (především starokatolické církve) a 91 lidí bez vyznání.
|                                                                           | 1869  | 1880  | 1890  | 1900  | 1910  | 1921  | 1930  | 1950 | 1961 | 1970 | 1980 | 1991 | 2001 | 2011 |
| ------------------------------------------------------------------------- | ----- | ----- | ----- | ----- | ----- | ----- | ----- | ---- | ---- | ---- | ---- | ---- | ---- | ---- |
| Obyvatelé                                                                 | 1 430 | 1 454 | 1 449 | 1 431 | 1 501 | 1 345 | 1 652 | 915  | 733  | 757  | 782  | 637  | 693  | 704  |
| Domy                                                                      | 193   | 210   | 227   | 240   | 242   | 249   | 287   | 295  | 199  | 175  | 167  | 153  | 210  | 230  |
| Data z roku 1961 zahrnují i domy místních částí Ladečka, Světlík a Žofín. |       |       |       |       |       |       |       |      |      |      |      |      |      |      |

Dle sčítání lidu v roce 2001 žilo v Horním Podluží trvale 758 osob, z toho 353 žen. Celkem 702 občanů se hlásilo k české národnosti, 16 k slovenské, 19 k německé, 1 k polské, 1 k moravské a 1 k romské národnosti. Z 758 osob bylo 91 věřících, z toho se 83 lidí hlásilo k římskokatolické církvi, 1 k církvi československé husitské, 2 k českobratrské církvi evangelické. 597 osob bylo bez vyznání a u 70 osob nebylo vyznání zjištěno.

## Kultura a pamětihodnosti
Na území obce se nenachází kostel či kaple, věřícím sloužil kostel svaté Kateřiny v Dolním Podluží.
Na území obce se nachází několik drobných sakrálních památek, barokní plastika Kalvárie z roku 1757, dvě sochy svatého Jana Nepomuckého, socha svatého Josefa a několik dalších plastik a křížů. Dále se v obci nachází zvonička, které před válkou vyzváněla dvakrát denně. V poledne čas oběda a večer dětem čas návratu domů. Po válce ohlašovala úmrtí a od 70. let 20. století se nevyužívá.

### Větrný mlýn
Nejvýznamnější památkou v obci je pětilopatkový větrný mlýn holandského typu z roku 1843 s otočnou konstrukcí a je jediným větrným mlýnem holandského typu se zachovaným technickým zařízením v Čechách.  Mlýn nikdy nesloužil jinému účelu, byl funkční až do roku 1945. Od roku 2002 probíhá obnova mlýna.

### Kulturní život a sport
Místní TJ Čechie Horní Podluží hrála v roce 2010 v okresním přeboru v kopané. V obci je od roku 1879 sbor dobrovolných hasičů, a od roku 1996 Místní organizace Českého svazu rybářů Horní Podluží spravuje lokality pro sportovní rybaření v okolí, mezi něž patří i rybník Světlík. V obci je i Veterán klub Jawa Horní Podluží.

## Hospodářství a infrastruktura

### Doprava

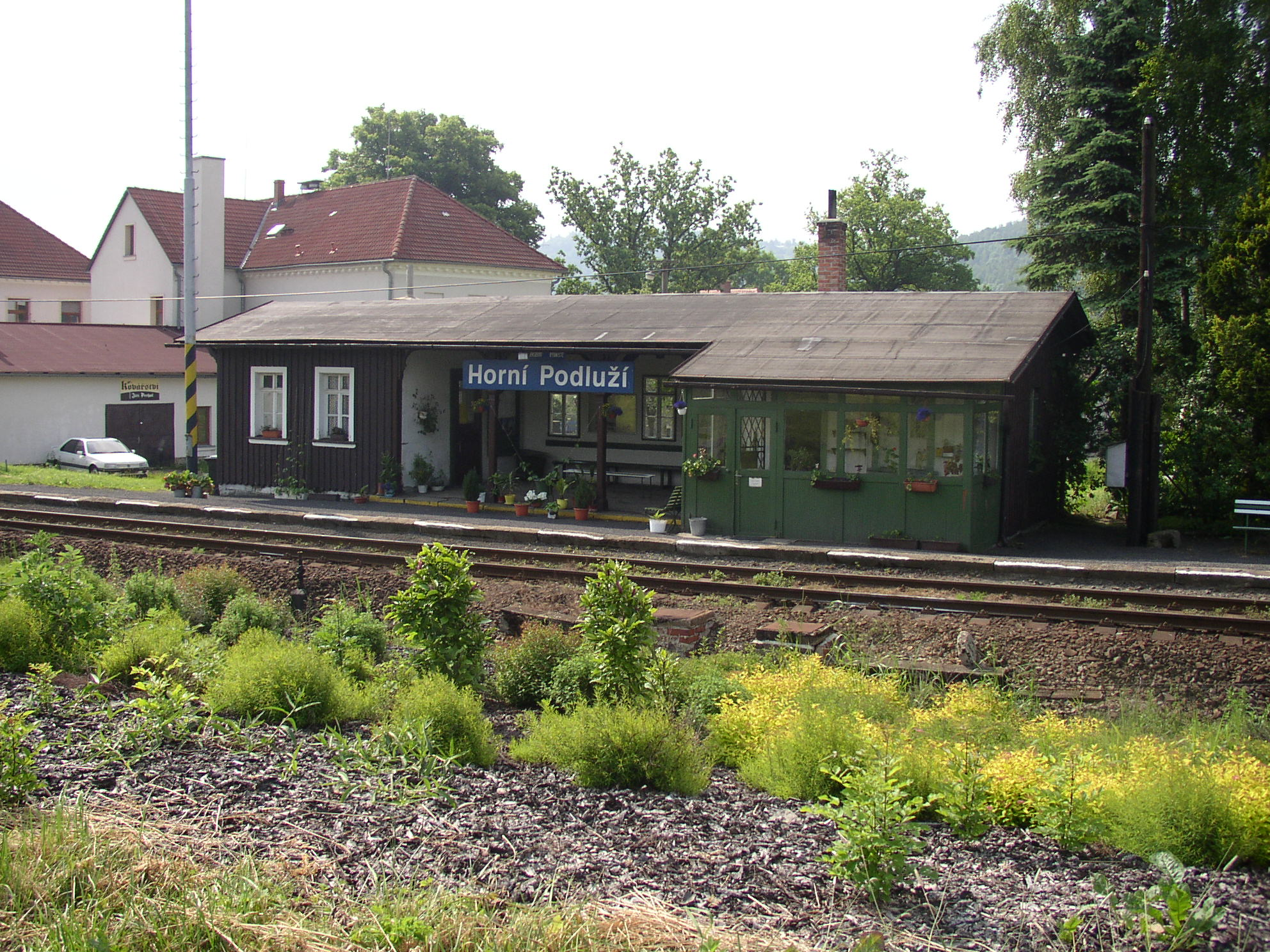
Železniční zastávka Horní Podluží

Přes obec prochází silnice číslo 264 Z Rybniště do Varnsdorfu, souběžně s ní prochází obcí silnice třetí třídy. Na území obce se nachází železniční zastávka Horní Podluží na trati Rybniště–Varnsdorf. Autobusové spojení se zbytkem Šluknovského výběžku a Děčínem zajišťuje podnik Autobusy Karlovy Vary. Přímé autobusové spojení do Prahy neexistuje. V obci jsou tři autobusové zastávky.

### Školství a zdravotnictví
V obci je pouze mateřská škola, do základní školy musí děti dojíždět do Dolní Podluží. Škola byla založena v roce 1824. Škola v devadesátých letech 20. století ukončila svoji činnost pro nedostatek dětí. V obci není žádný lékař ani zdravotnické zařízení.

### Turistika

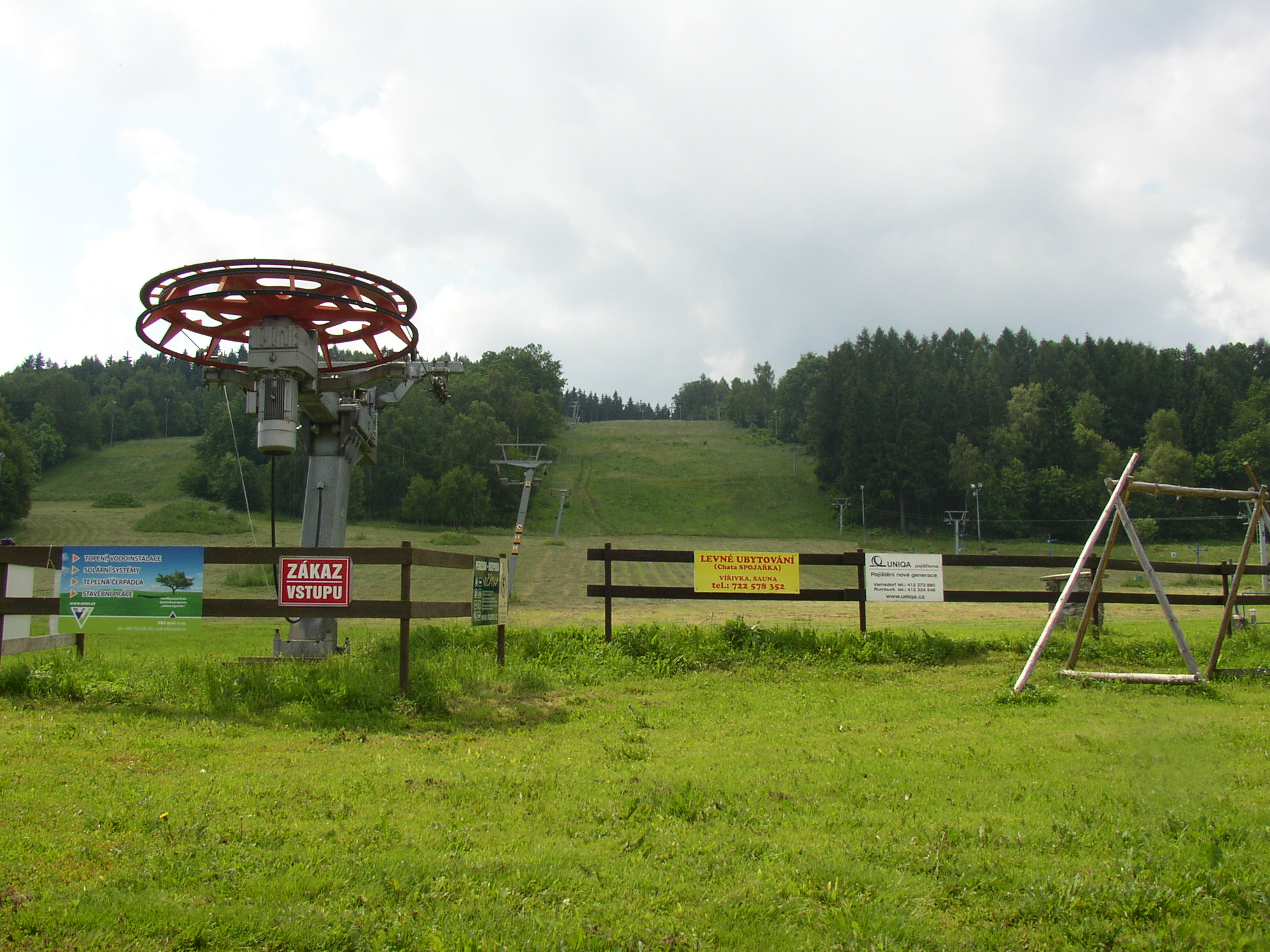
Lyžařský vlek v Horním Podluží

U obce je zimní lyžařský areál na Šibeničním vrchu, zvaném taky Kopeckého kopec. V areálu se nacházejí dva lyžařské vleky, sjezdovka o délce 550 půjčovna lyžařského vybavení, lyžařská škola a servis lyžařského vybavení. Při nedostatku sněhu jsou sjezdovky zasněžovány sněhovými děly a sjezdovka má osvětlení pro večerní lyžování.
Do obce nevede žádná turisticky značená cesta. Obcí vedou dvě cyklotrasy číslo 3013 z Hraničního rybníka do Kyjova a trasa číslo 3052 z Varnsdorfu do České Kamenice.
Velký rybník a rybník Světlík spojuje naučná stezka.

### Průmysl a zemědělství
Nejvýznamnějším zaměstnavatelem v obci je společnost LUKRAM s.r.o., kterou vlastní nadnárodní společnost Belden sídlem USA od 1. srpna 2008, která vyrábí elektromechanické propojovací komponenty pro průmyslovou mechanizaci. Společnost má výrobní prostory v bývalém areálu firmy Stap, která vyráběla zipy a zdrhovadla. V obci je kozí farma, zabývající se chovem koz a výrobou kozích sýrů.

### Obchody a restaurace
V obci je prodejna potravin, ubytování a stavování poskytuje hotel Sonnenhof Slavie, součástí areálu hotelu je přírodní koupaliště (momentálně mimo provoz). Restaurace U vleku, ubytování je též na Kozí farmě, hospoda na hřišti tvoří zázemí fotbalového hřiště.